# Callyspongia relicta
Callyspongia relicta är en svampdjursart som beskrevs av Hooper och Wiedenmayer 1994. Callyspongia relicta ingår i släktet Callyspongia och familjen Callyspongiidae. Inga underarter finns listade i Catalogue of Life.